# クビワオグロキヌバネドリ
クビワオグロキヌバネドリ（首輪尾黒絹羽鳥、学名：Trogon melanurus）とは、キヌバネドリ目キヌバネドリ科に分類される鳥。

## 分布
中央アメリカおよび南アメリカ北部（ボリビア、ブラジル、コロンビア、エクアドル、仏領ギアナ、ガイアナ、パナマ、ペルー、スリナム、ベネズエラ）

## 生態
湿潤な亜熱帯および熱帯の低地の森林や沼地を好む。